# Seszele na Mistrzostwach Świata w Lekkoatletyce 2009
Seszele na Mistrzostwach Świata w Lekkoatletyce 2009 reprezentowane były przez 2 zawodników (1 kobietę i 1 mężczyznę). Żadnemu z nich nie udało się zdobyć medalu.

## Występy reprezentantów Seszeli

### 100 m mężczyzn
- Danny D’Souza - 68. miejsce w eliminacjach - 10,92s (nie awansował do ćwierćfinału)

### 100 m kobiet
- Alice Khan - 48. pozycja w eliminacjach - 12,64s (nie awansowała do ćwierćfinałów)